# 湖北町
湖北町（こほくちょう）は、かつて滋賀県の北東部にあった町。名前の由来は琵琶湖の北にあることから。
2010年（平成22年）1月1日、東浅井郡と伊香郡の他全5町とともに長浜市に編入され消滅した。

## 地理
葛籠尾崎（つづらおざき）の先端東側は湖北町域だった。
- 湖沼：琵琶湖、野田沼

### 隣接していた自治体
- 長浜市
- 東浅井郡：虎姫町
- 伊香郡：高月町、西浅井町

## 歴史
- 1955年（昭和30年）1月1日 - 小谷村・速水村が合併して湖北町が発足。
- 1956年（昭和31年）9月30日 - 湖北町・朝日村が合併し、改めて湖北町が発足。
- 2010年（平成22年）1月1日 - 長浜市に編入される。同日湖北町廃止。

## 産業

### 漁業
- 尾上漁港（尾上）

## 地域

### 教育
小学校
- 湖北町立小谷小学校（丁野）
- 湖北町立速水小学校（速水）
- 湖北町立朝日小学校（山本）

中学校
- 湖北町立湖北中学校（速水）

## 交通

### 鉄道
西日本旅客鉄道
- 北陸本線：河毛駅

### 道路
一般国道
- 国道8号
- 国道365号

## 名所・旧跡・観光
- 朝日山神社 - 近江高天原の伝承がある。
- 小谷城跡：国史跡
  - 小谷城戦国歴史資料館
- 伊部宿本陣
- 飯喰山古墳群
- 湖北町水鳥公園
- 琵琶湖水鳥湿地センター・湖北野鳥センター - 道の駅湖北みずどりステーションが併設された。
- 葛籠尾崎湖底遺跡資料館（つづらおざきこていいせきしりょうかん）

## 旧字一覧

### 速水学区
- 速水
- 高田
- 青名
- 八日市
- 大安寺
- 南速水
- 今
- 沢
- 年久
- 馬渡
- 小倉
- 小今
- 賀
- 猫口

### 朝日学区
- 山本
- 五坪
- 大光寺
- 田中
- 海老江
- 延勝寺
- 今西
- 津里
- 石川
- 東尾上
- 尾上

### 小谷学区
- 丁野
- 河毛
- 美濃山
- 郡上
- 伊部
- 留目
- 別所
- 山脇
- 二俣
- 下山田
- 上山田

## 山
- 小谷山（小谷城・標高496m）
- 山本山 （標高325メートル）
- 山田山

## 有名出身者
- 安養寺氏種（戦国武将）
- 阿閉貞征（戦国武将）
- 浅井亮政（戦国武将）
- 山本義経（山本山；山本判官）
- 田中吉政（戦国武将）
- 近角常観（真宗大谷派僧侶）
- 浅見宣義（裁判官、政治家、長浜市長）

## 特産品
- 鮒寿司、雑魚（ざこ）寿司などの各種湖魚のなれずし
- 小鮎の佃煮、甘露煮（いわゆる鮎の炊いたの）
- その他、イサザの甘露煮などの湖魚加工品